# Arnaldo Pambianco

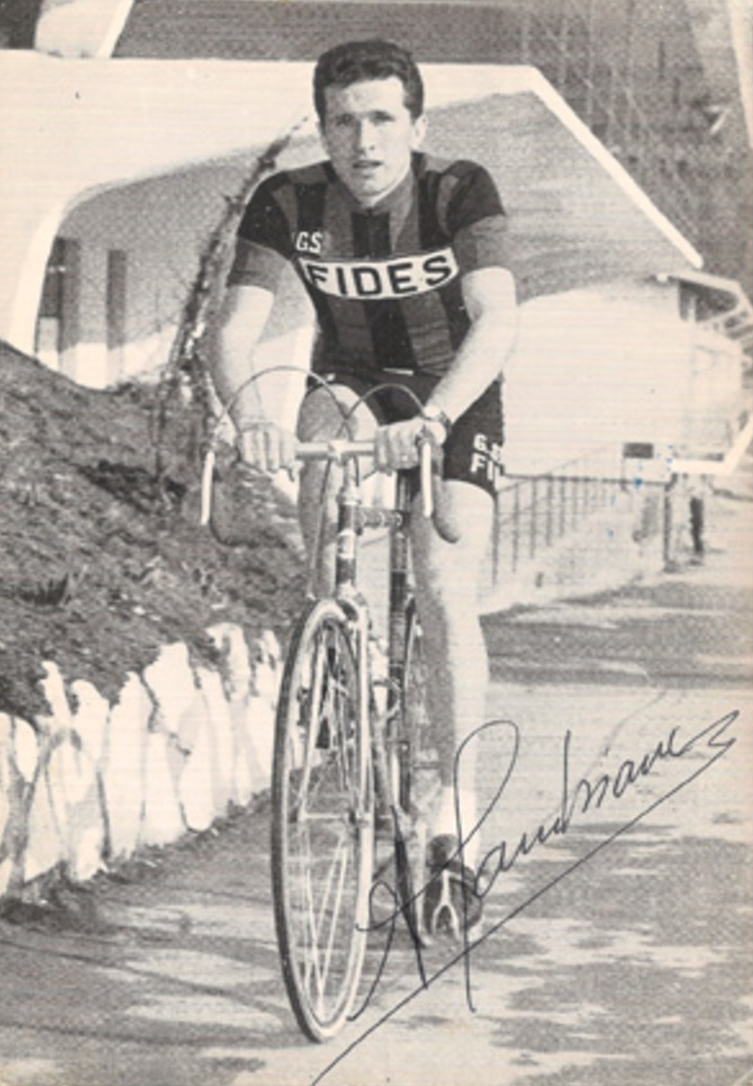
Arnaldo Pambianco al 1961

Arnaldo Pambianco (Bertinoro, 16 d'agost de 1935 - Bertinoro, 6 de juliol de 2022) fou un ciclista italià que fou professional entre 1958 i 1966.
Després d'una sèrie de resultats prometedors com a amateur (7è en la prova de ruta dels Jocs Olímpics de Melbourne, vencedor del Campionat d'Itàlia de ruta i subcampió del món el 1957), passà a categoria professional el 1958. Durant els primers anys actuà principalment com a gregari d'Ercole Baldini i Gastone Nencini. Amb tot, el 1960, acabà 7è al Giro d'Itàlia i el Tour de França. A l'edició del Giro de l'any següent, reeixí ficant-se en una escapada en la 14a etapa que li permetí vestir-se amb la maglia rosa. A les posteriors etapes defensà el liderat davant els atacs d'Anquetil, Gaul i van Looy, i guanyà el Giro d'Itàlia sense vèncer cap etapa. Després els seus millors resultats foren la 5a posició final al Campionat del món de 1962 i la victòria a la Fletxa Brabançona de 1964, però no aconseguí igualar èxits anteriors. El director de cinema Riccardo Salvetti li dedicà la pel·lícula documental Gabanì - Due volte campione.

## Palmarès
- 1958
  - 1r a Avezzano
  - 1r a Valeggio
- 1960
  - 1r a la Milà-Torí
- 1961
  -  1r al Giro d'Itàlia
  - 1r a Beaujolais
  - 1r a Quincié-en-Beaujolais
  - 1r a Nantes
- 1963
  - 1r al Giro de Sardenya
  - 1r a Imola
  - Vencedor d'una etapa al Giro d'Itàlia
- 1964
  - 1r a la Fletxa Brabançona

### Resultats al Giro d'Itàlia
- 1958. 27è de la classificació general
- 1959. Abandona
- 1960. 7è de la classificació general
- 1961. 1r de la classificació general
- 1963. 13è de la classificació general. Vencedor d'una etapa
- 1964. 13è de la classificació general
- 1965. 19è de la classificació general
- 1966. 35è de la classificació general

### Resultats al Tour de França
- 1960. 7è de la classificació general
- 1962. 25è de la classificació general
- 1964. 21è de la classificació general
- 1965. 19è de la classificació general